# Slag bij Scheut

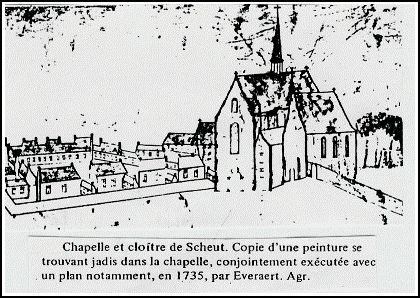
Kapel en klooster van Scheut. Schets van Everaert uit 1735 van een schilderij dat zich voorheen in de kapel bevond, samen met een plattegrond.

De Slag bij Scheut was een veldslag op het Scheutveld bij Scheut (Anderlecht, België) op 17 augustus 1356 tussen Brusselaars en troepen van het graafschap Vlaanderen. De Vlamingen namen Brussel in tot een nachtelijke actie van Everaard t'Serclaes hen twee maanden later terug buiten werkte.

## Verloop
Jan III, hertog van Brabant was in 1355 overleden zonder mannelijke erfgenamen. In zijn laatste wil had hij vastgelegd dat zijn oudste dochter Johanna, die met Wenceslaus I van Luxemburg getrouwd was, Brabant en Limburg zou erven op voorwaarde dat zij haar twee jongere zusters een jaarrente zou uitbetalen. Lodewijk van Male, graaf van Vlaanderen, getrouwd met Margaretha, een jongere zuster van de hertogin, had vruchteloos op die betaling gewacht en kwam zijn leger opstellen op de hoogte van Scheut, nu een wijk van Anderlecht, in het gezicht van Brussel.
Brussel lag toen nog binnen zijn eerste muren uit de 13e eeuw. Hertog Wenceslaus bevond zich in Maastricht. De Brabanders waagden het erop buiten de stadsvesten de vijand aan te vallen. Zij trokken de poort uit die zich bevond waar thans Papenvest en Varkensmarkt samenkomen. In het voorbijgaan lieten zij hun manschappen uit de hertogelijke schuur elk een aantal strootjes nemen die zij in de gordel staken als herkenningsteken. Hun eerste aanval was overweldigend, de overwinning leek nabij. In het centrum hadden de Vlamingen echter het voordeel en kregen zij de overmacht. In het heetst van de strijd gooide de baanderheer van Asse, vaandrig van het hertogdom, zijn vlag weg en nam de benen. De gilden en neringen van Brussel en Leuven achtten zich verraden, weken in wanorde achteruit, werden door de Vlaamse ridders bestookt en sloegen vervolgens ijlings op de vlucht. Een groot aantal burgers dat aan het slagveld ontsnapte vond alsnog de dood in de Zenne. De zegevierende Vlamingen zaten de vluchtende Brabanders op de hielen tot in de stad en plantten hun vlag op de Grote Markt.

## Nasleep
De Vlaamse bezetting werd beëindigd door een actie van Everaard t'Serclaes in de nacht van 24 op 25 oktober. Onmiddellijk na de herovering werd een begin gemaakt met een nieuwe, ruimere omwalling. De 'familieruzie' tussen de schoonzonen van hertog Jan III werd het volgende jaar bijgelegd in de Vrede van Aat tussen Vlaanderen en Brabant.
De Brusselaars vergaten de veldslag van Scheut niet. Nog eeuwen later spraken zij over de 17de augustus 1356 als Quaden Goensdach (Kwade Woensdag). De plaats in Scheut waar de heer van Asse (Assche) zijn vaandel had weggeworpen, en die vroeger Vleesput heette, noemden ze voortaan Asschevaneput.
Een eeuw na de slag was de herdenking een belangrijke overweging bij de oprichting van het Kartuizerklooster Scheut (1456).

## Legende
Volgens de legende is de naam van Scheut ontleend aan een gebeurtenis uit die tijd. Een boogschutter had van op de muren van Brussel de plaats beschoten waar later de kapel van Scheut gebouwd werd.

## Voetnoten
1. ↑  Dit wordt althans verteld in de Cornyke van Brabant int prose int corte (Brussel, KBR, ms. 18.001): En die Vlamyngen volchden al vectende tot Zinter Kateline poorte die verbranden zy [...] en grave Lodewyc quam binnen Brusele en stac zyn banniere in de Sterre op de marct
2. ↑   G. Van den Berghe, Anderlecht door de eeuwen heen, 1938 (herdruk 1987), Drukkerij A. Hessens, Brussel, blz. 12-13
3. ↑  G. Van den Berghe, Anderlecht door de eeuwen heen, 1938 (herdruk 1987), Drukkerij A. Hessens, Brussel, blz. 34-35: De kapel van Scheut, waarvoor hertog Karel de Stoute de eerste steen had gelegd, zou in de 19e eeuw worden uitgebreid tot de kerk van de missiecongregatie van Scheut en in 1980 worden afgebroken.